# Aqtau
För andra betydelser, se Aqtau (olika betydelser).

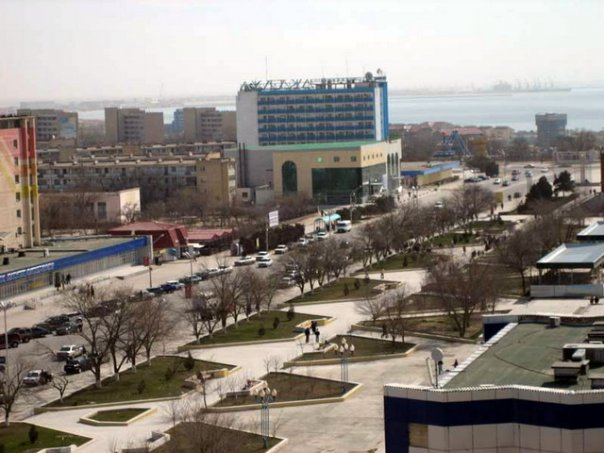
Vy över Aqtau

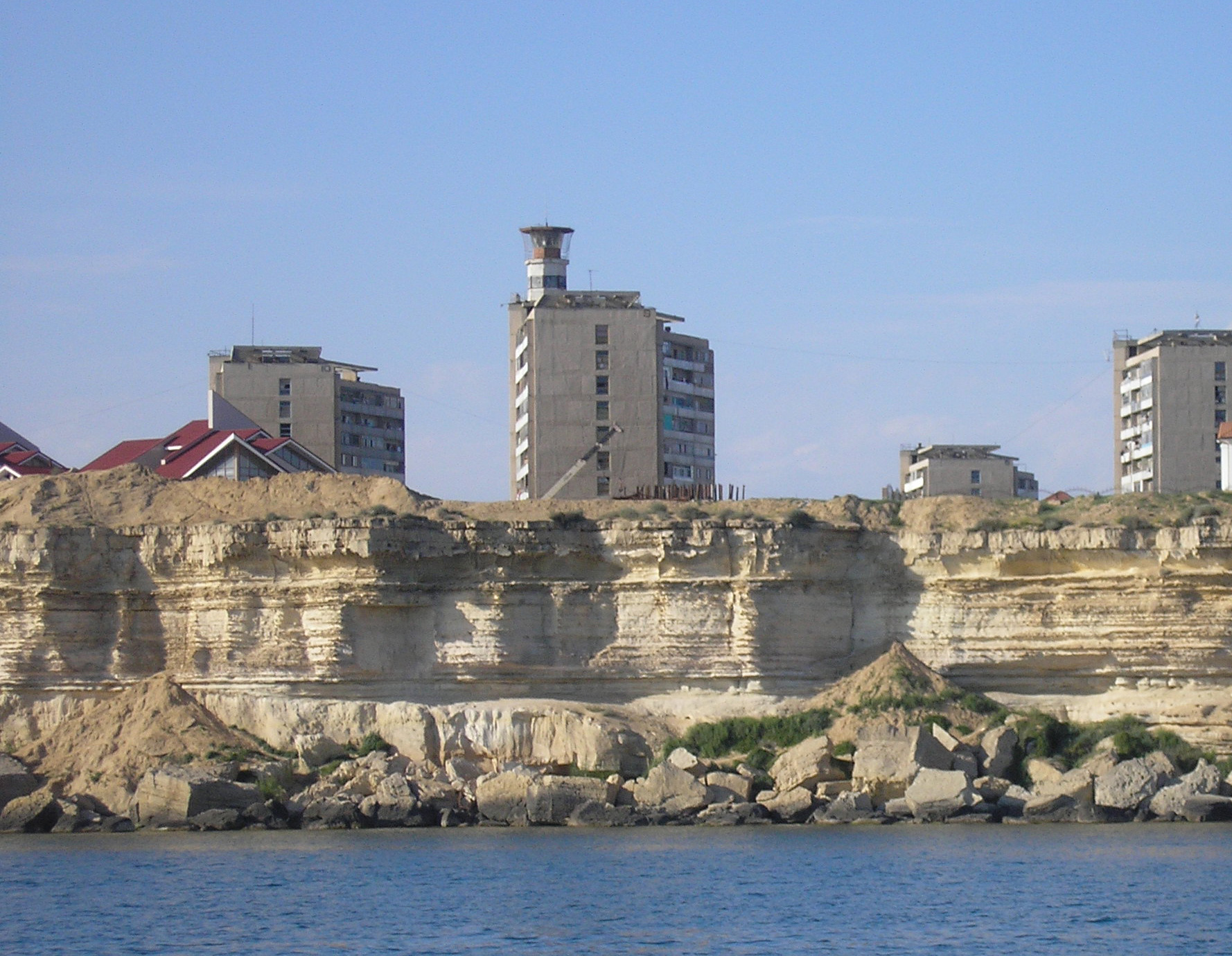
Fyren i Aqtau

Aqtau (kazakiska: Ақтау, till 1991 även ryska: Актау: Aktau), före 1992 Sjevtjenko (ryska: Шевченко), är en hamnstad och huvudort i provinsen Mangghystau i sydvästra Kazakstan. Staden ligger vid Kaspiska havets kust och beräknas ha 182 799 invånare (2009).  

## Historia
Aqtau grundades i hemlighet 1961 som stad efter att man funnit urantillgångar i området. År 1963 öppnades bosättningen och erhöll status som stad under namnet Sjevtjenko, efter den ukrainske poeten Taras Sjevtjenko, som en gång förvisades till detta avlägsna område av politiska skäl. Ett kärnkraftverk togs i drift 1973 och stängdes 1999. Förutom för framställning av plutonium användes det för att förse staden med energi och för att avsalta vatten från Kaspiska havet för att tillgodose stadens behov av färskvatten. År 1991, efter Sovjetunionens fall, ändrades stadens namn åter till det tidigare.

## Arkitektur
Aqtau är byggt efter ett ganska strikt mönster och är indelad i block, eller kvarter, med raka gator. Gatorna har inga namn och alla adresser i Aqtau består av tre nummer, kvartersnummer, husnummer och lägenhetsnummer. Planer finns på att bygga ett nytt stadsområde som avsevärt kommer att utöka stadens yta.[uppföljning saknas]
En kuriositet i staden är den fyr som uppförts på taket till ett bostadshus.

## Kommunikationer och transporter
Det finns en internationell flygplats, Aqtau internationella flygplats, en järnvägsstation i orten Mangghystau (ca 15 km utanför staden) och en utvecklad hamn. Inom staden är bussar och taxi de huvudsakliga medlen för allmän transport.

## Sport
- KF Kaspij (professionell fotbollsklubb)